# Liste der Monuments historiques in Orignolles
Die Liste der Monuments historiques in Orignolles führt die Monuments historiques in der französischen Gemeinde Orignolles auf.

## Liste der Objekte
| Bezeichnung                                             | Beschreibung                                | Standort                | Kennzeichnung | Schutzstatus | Datum | Bild |
| ------------------------------------------------------- | ------------------------------------------- | ----------------------- | ------------- | ------------ | ----- | ---- |
| Absperrung um das Taufbecken                            | Holz, 17./18. Jahrhundert                   | in der Kirche St-Pierre | PM17001932    | Inscrit      | 2002  |      |
| Altar                                                   | Holz, 18. Jahrhundert                       | in der Kirche St-Pierre | PM17000690    | Classé       | 1975  |      |
| Ölgemälde mit Holzrahmen: Mariä Himmelfahrt             | Ende des 19. Jahrhunderts                   | in der Kirche St-Pierre | PM17001981    | Inscrit      | 2003  |      |
| Kommunionbank                                           |                                             | in der Kirche St-Pierre | PM17001983    | Inscrit      | 2003  |      |
| Retabel                                                 | Holz, vergoldet, 18. Jahrhundert            | in der Kirche St-Pierre | PM17000692    | Classé       | 1975  |      |
| Zwei Kerzenständer                                      | Bronze, 17./18. Jahrhundert                 | in der Kirche St-Pierre | PM17001591    | Inscrit      | 1989  |      |
| Kanzel                                                  | Holz                                        | in der Kirche St-Pierre | PM17001982    | Inscrit      | 2003  |      |
| Gemälde Calvaire                                        | 18. Jahrhundert                             | in der Kirche St-Pierre | PM17000693    | Classé       | 1975  |      |
| Kelch                                                   | Silber, 1836                                | in der Kirche St-Pierre | PM17001562    | Inscrit      | 1989  |      |
| Tabernakel mit Seitenflügeln                            | Holz, bemalt und vergoldet, 18. Jahrhundert | in der Kirche St-Pierre | PM17000691    | Classé       | 1975  |      |
| Zwei Skulpturen: Apostel Petrus und Paulus              | Holz, 18. Jahrhundert                       | in der Kirche St-Pierre | PM17000694    | Classé       | 1975  |      |
| Ensemble aus Altar, Retabel und Tabernakel (siehe oben) | 18. Jahrhundert                             | in der Kirche St-Pierre | PM17000231    | Classé       | 1975  |      |